# Jackie Chan Adventures (jogo eletrônico)
Jackie Chan Adventures é um jogo baseado na série As Aventuras de Jackie Chan. Foi desenvolvido pela Atomic Planet e lançado pela Sony para PlayStation 2 em 2004. Uma versão de jogo baseado na série já havia sido lançada como Jackie Chan Adventures: Legend of the Dark Hand para o Game Boy Advance em 2001 pela Torus Games. Em 11 de maio de 2005, a Hip Games (subsidiária da Hip Interactive) anunciou que iria publicar a versão PS2 para a América do Norte, e o jogo foi apresentado na E3 2005 como parte de sua programação.

## Recepção
O jogo recebeu "críticas geralmente favoráveis" em ambas as plataformas, de acordo com o site de agregação de críticas Metacritic.